# Satakunta tartomány
Satakunta Svédország-Finnország egyik történelmi tartománya. Szomszédai: Egentliga Finland, Tavastland és Österbotten tartományok, valamint a Balti-tenger.

## Tartomány
Satakunta tartomány a mai Nyugat-Finnország tartomány határain belül helyezkedik el.

## Történelem
A tartomány, amely Svédország egy része volt a 12. századtól kezdve, 1809 után Oroszország részeként létezett.  A 19. században tengerparti városai a finn ipar fontos központjaivá váltak. A tartománynak ma már nincs adminisztratív jelentősége, de történelmi örökségként él tovább mindkét ország számára.

## Címer
A címert 1560-ban, I. Gusztáv svéd király temetésekor kapta. A címeren grófi korona található, de ugyanez a korona-szimbólum Svédországban bárói koronát jelképez.